# Puderlav
Puderlav (Cladonia cenotea) är en art av bägarlav som först beskrevs av Erik Acharius, och fick sitt nu gällande vetenskapliga namn av Schaer. Arten ingår i släktet Cladonia och familjen Cladoniaceae.  Arten förekommer i Sverige. Inga underarter finns listade i Catalogue of Life.

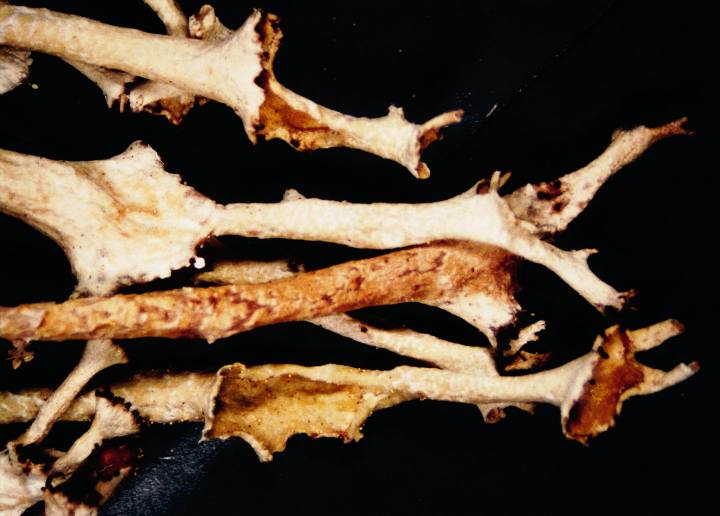
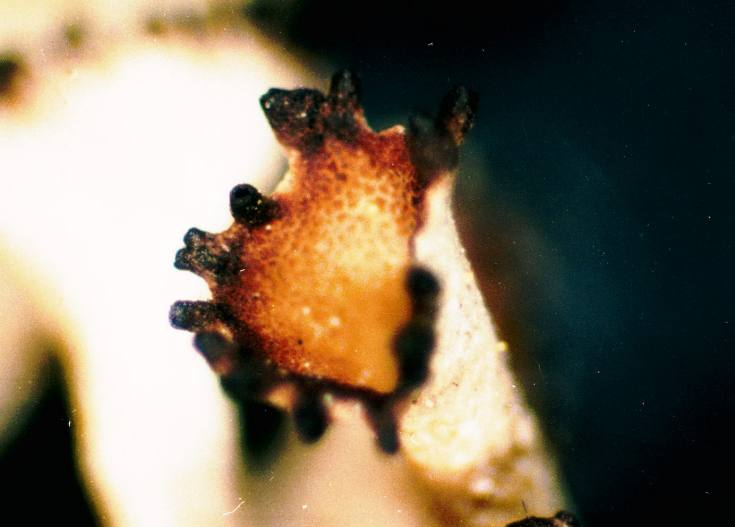
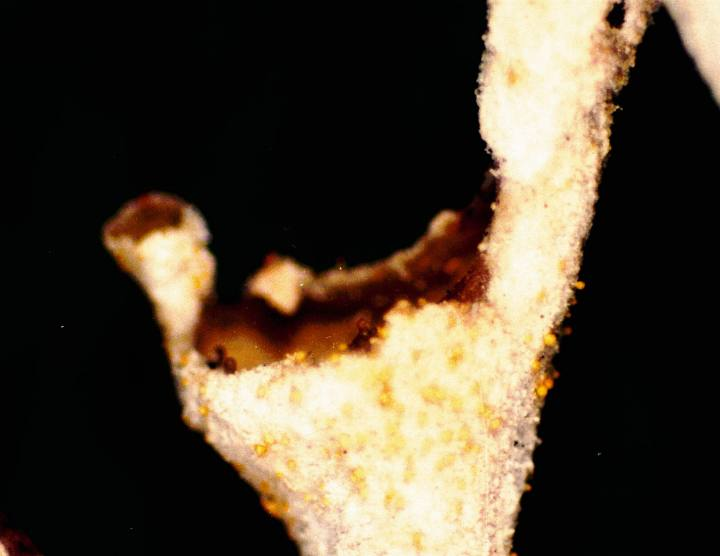
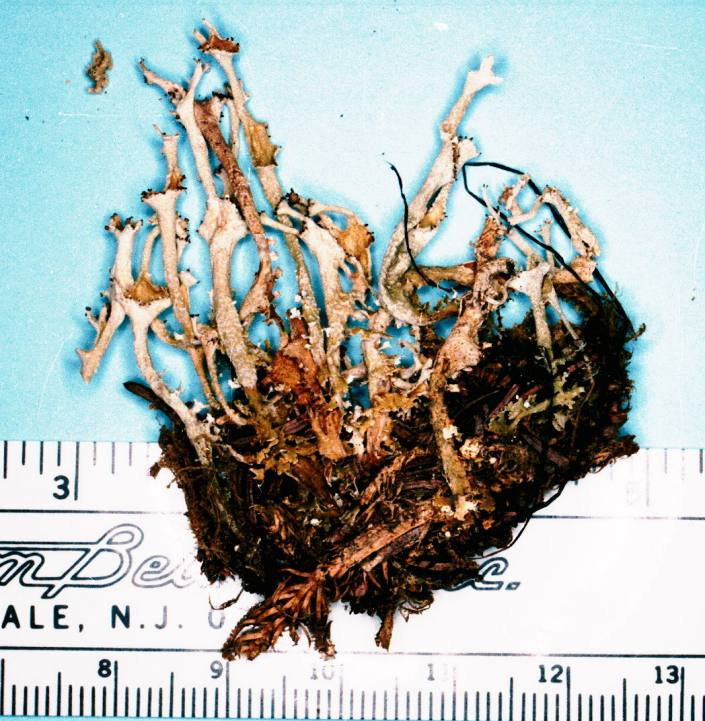